# Williams FW43B
Der Williams FW43B ist der Formel-1-Rennwagen von Williams für die Formel-1-Weltmeisterschaft 2021. Er wurde am 5. März 2021 präsentiert.
Die Bezeichnung des Wagens setzt sich wie bei Williams üblich aus den Initialen des Teamgründers Frank Williams und einer fortlaufenden Zahl zusammen.

## Technik und Entwicklung
Wie alle Formel-1-Fahrzeuge des Jahres 2021 ist der FW43B ein hinterradangetriebener Monoposto mit einem Monocoque aus kohlenstofffaserverstärktem Kunststoff (CFK). Außer dem Monocoque bestehen auch viele weitere Teile des Fahrzeugs, darunter die Karosserieteile und das Lenkrad aus CFK. Auch die Bremsscheiben sind aus einem mit Kohlenstofffasern verstärkten Verbundwerkstoff.
Der FW43B ist das Nachfolgemodell des FW43. Da das technische Reglement zur Saison 2021 weitgehend stabil blieb, ist das Fahrzeug größtenteils eine Weiterentwicklung.
Angetrieben wird der FW43B von einem 1,6-Liter-V6-Motor von Mercedes in der Fahrzeugmitte mit Turbolader sowie einem 120 kW starken Elektromotor, es ist also ein Hybridelektrokraftfahrzeug. Die Kraft überträgt ein sequentielles, mit Schaltwippen betätigtes Achtganggetriebe. Das Fahrzeug hat nur zwei Pedale, ein Gaspedal (rechts) und ein Bremspedal (links). Genau wie viele andere Funktionen wird die Kupplung, die nur beim Anfahren aus dem Stand verwendet wird, über einen Hebel am Lenkrad bedient.
Die Gesamtbreite des Fahrzeugs beträgt 2000 mm, die Breite zwischen Vorder- und Hinterachse 1600 mm, die Höhe 950 mm. Der Frontflügel hat eine Breite von 2000 mm, der Heckflügel von 1050 mm sowie eine Höhe von 820 mm. Der Diffusor ist 175 mm hoch sowie 1050 mm breit. Der Wagen ist mit 305 mm breiten Vorderreifen und mit 405 mm breiten Hinterreifen des Einheitslieferanten Pirelli ausgestattet, die auf 13-Zoll-Rädern montiert sind.
Der FW43B hat, wie alle Formel-1-Fahrzeuge seit 2011, ein Drag Reduction System (DRS), das durch Flachstellen eines Teils des Heckflügels den Luftwiderstand des Fahrzeugs auf den Geraden verringert, wenn es eingesetzt werden darf. Auch das DRS wird mit einem Schalter am Lenkrad des Wagens aktiviert.
Der FW43B ist mit dem Halo-System ausgestattet, das einen zusätzlichen Schutz für den Kopf des Fahrers bietet.
Nach Einschätzung des Teams zu Saisonbeginn war der FW43B schneller als sein Vorgänger, allerdings auch anfälliger auf Seitenwind.

## Lackierung und Sponsoring
Der FW43B ist im Bereich der Fahrzeugnase in Weiß lackiert, im Bereich des Frontflügels, der Seitenkästen und der Motorabdeckung in verschiedenen Blautönen und im Heckbereich in Schwarz. Hinzu kommen Farbakzente in Gelb und Orange.
Es werben Acronis, Lavazza, Pirelli, PONOS Corporation und Sofina Foods auf dem Fahrzeug.

## Fahrer
Williams trat in der Saison 2021 erneut mit der Fahrerpaarung George Russell und Nicholas Latifi an.

## Ergebnisse
| Fahrer                          | Nr.                             | 1   | 2   | 3  | 4  | 5  | 6   | 7  | 8   | 9  | 10 | 11 | 12 | 13  | 14 | 15  | 16 | 17 | 18 | 19 | 20  | 21  | 22  | Punkte | Rang |
| ------------------------------- | ------------------------------- | --- | --- | -- | -- | -- | --- | -- | --- | -- | -- | -- | -- | --- | -- | --- | -- | -- | -- | -- | --- | --- | --- | ------ | ---- |
| Formel-1-Weltmeisterschaft 2021 | Formel-1-Weltmeisterschaft 2021 |     |     |    |    |    |     |    |     |    |    |    |    |     |    |     |    |    |    |    |     |     |     | 23     | 8.   |
| G. Russell                      | 63                              | 14  | DNF | 16 | 14 | 14 | 17* | 12 | DNF | 11 | 12 | 8  | 2  | 17* | 9  | 10  | 15 | 14 | 16 | 13 | 17  | DNF | DNF | 23     | 8.   |
| N. Latifi                       | 06                              | 18* | DNF | 18 | 16 | 15 | 16  | 18 | 17  | 16 | 14 | 7  | 9  | 16  | 11 | 19* | 17 | 15 | 17 | 16 | DNF | 12  | DNF | 23     | 8.   |

| Legende  | Legende            | Legende                                                          |
| Farbe    | Abkürzung          | Bedeutung                                                        |
| -------- | ------------------ | ---------------------------------------------------------------- |
| Gold     | –                  | Sieg                                                             |
| Silber   | –                  | 2. Platz                                                         |
| Bronze   | –                  | 3. Platz                                                         |
| Grün     | –                  | Platzierung in den Punkten                                       |
| Blau     | –                  | Klassifiziert außerhalb der Punkteränge                          |
| Violett  | DNF                | Rennen nicht beendet (did not finish)                            |
| Violett  | NC                 | nicht klassifiziert (not classified)                             |
| Rot      | DNQ                | nicht qualifiziert (did not qualify)                             |
| Rot      | DNPQ               | in Vorqualifikation gescheitert (did not pre-qualify)            |
| Schwarz  | DSQ                | disqualifiziert (disqualified)                                   |
| Weiß     | DNS                | nicht am Start (did not start)                                   |
| Weiß     | WD                 | zurückgezogen (withdrawn)                                        |
| Hellblau | PO                 | nur am Training teilgenommen (practiced only)                    |
| Hellblau | TD                 | Freitags-Testfahrer (test driver)                                |
| ohne     | DNP                | nicht am Training teilgenommen (did not practice)                |
| ohne     | INJ                | verletzt oder krank (injured)                                    |
| ohne     | EX                 | ausgeschlossen (excluded)                                        |
| ohne     | DNA                | nicht erschienen (did not arrive)                                |
| ohne     | C                  | Rennen abgesagt (cancelled)                                      |
| ohne     | keine WM-Teilnahme |                                                                  |
| sonstige | P/fett             | Pole-Position                                                    |
| sonstige | 1/2/3/4/5/6/7/8    | Punktplatzierung im Sprint-/Qualifikationsrennen                 |
| sonstige | SR/kursiv          | Schnellste Rennrunde                                             |
| sonstige | *                  | nicht im Ziel, aufgrund der zurückgelegten Distanz aber gewertet |
| sonstige | ()                 | Streichresultate                                                 |
| sonstige | unterstrichen      | Führender in der Gesamtwertung                                   |